# 2009 au Bangladesh
Cet article présente les faits marquants de l'année 2009 au Bangladesh.

## Évènements
- Mercredi 25 février 2009 :  une mutinerie éclate au sein des gardes-frontières du Bangladesh (les Bangladesh Rifles), après des années sans augmentation de salaire. Plus de 50 officiers sont tués, et l’armée est appelée pour mater la révolte, la répression dure au moins jusqu’au dimanche.

- Vendredi 17 avril 2009 : la police arrête 31 hommes, membres d'un petit groupe islamiste local, le Hizb ut-Tauhid, soupçonnés d'avoir planifié un attentat terroriste, dans le district de Kushtia, à 100km à l'est de la capitale Dhaka. De la littérature djihadiste, des tracts ainsi que du matériel servant à fabriquer des bombes ont été découverts sur les lieux.

- Lundi 25 mai 2009 : un puissant cyclone frappe l'est de l'Inde et les côtes sud du Bangladesh faisant au moins 15 morts et 400 000 sinistrés.

- Mardi 25 mai 2009 : le bilan du cyclone Aila, qui a balayé hier les côtes sud du Bangladesh et de l'est de l'Inde, a fait au moins 60 morts et plus d'un demi-million de sinistrés dans ces deux pays. La plupart des 25 tués au Bangladesh sont des enfants qui ont péri noyés dans un raz-de-marée, avec des vagues de quatre mètres de hauteur. Cette tempête a fait également 430 000 sinistrés sur le littoral du Bangladesh où soldats et secouristes civils distribuaient vivres, eau potable et abris d'urgence. Un chapelet d'îles habités du golfe du Bengale est toujours coupé du monde.